# NGC 74
NGC 74 (другие обозначения — MCG 5-1-71, PGC 1219) — спиральная галактика (Sb) в созвездии Андромеда.
Этот объект входит в число перечисленных в оригинальной редакции «Нового общего каталога».
Галактика была открыта 7 октября 1855 года Р. Дж. Митчеллом, ассистентом ирландского астронома Уильяма Парсонса.